# PGC 9789
LEDA/PGC 9789 ist eine, teilweise von einem Stern überlagerte Zwerggalaxie im Sternbild Dreieck am Nordsternhimmel. Sie ist schätzungsweise 154 Millionen Lichtjahre von der Milchstraße entfernt und hat einen Durchmesser von etwa 15.000 Lichtjahren. Vom Sonnensystem aus entfernt sich das Objekt mit einer errechneten Radialgeschwindigkeit von näherungsweise 3.300 Kilometern pro Sekunde. Nach Datenlage bildet sie mit NGC 968 ein gravitativ gebundenes Galaxienpaar.
Im selben Himmelsareal befinden sich unter anderem die Galaxien PGC 9820, PGC 2050624, PGC 2050768, PGC 2054873.